# Jiří Šlik
Jiří Šlik (německy Georg Schlik nebo Schlick, † 1598 v Uhrách) byl český šlechtic z falknovské linie rodu Šliků.

## Život a činnost
Narodil se jako syn Viktorína Šlika staršího a jeho manželky Alžběty z Wildenfelsu.
Jiří Šlik sloužil v císařské armádě. Při tažení proti Turkům v Uhrách zemřel v boji roku 1598, podobně jako jeho bratr Viktorín v roce 1603.